# Lyes Salem
Lyes Salem (in arabo إلياس سالم‎?; Algeri, 1973) è un attore, regista e sceneggiatore algerino.

## Filmografia parziale

### Attore

#### Cinema
- L'École de la chair, regia di Benoît Jacquot (1998)
- À ton image, regia di Aruna Villiers (2004)
- Banlieue 13, regia di Pierre Morel (2004)
- Munich, regia di Steven Spielberg (2005)
- Délice Paloma, regia di Nadir Moknèche (2007)
- Le Premier Jour du reste de ta vie, regia di Rémi Bezançon (2008)
- Mascarades, regia di Lyes Salem (2008)
- La Tête en friche - La testa tra le nuvole (La Tête en friche), regia di Jean Becker (2010)
- L'Oranais, regia di Lyes Salem (2014)
- Vengo subito (Je suis à vous tout de suite), regia di Baya Kasmi (2015)
- Toglimi un dubbio (Ôtez-moi d'un doute), regia di Carine Tardieu (2017)
- Il mistero Henri Pick (Le Mystère Henri Pick), regia di Rémi Bezançon (2018)
- DNA - Le radici dell'amore (ADN), regia di Maïwenn (2020)
- Cut! Zombi contro zombi (Coupez!), regia di Michel Hazanavicius (2022)

#### Televisione
- Highlander – serie TV, episodio 3x19 (1995)
- Il commissario Cordier (Les Cordier, juge et flic) – serie TV, episodio 12x03 (2005)

### Regista e sceneggiatore
- Cousines - cortometraggio (2004)
- Mascarades (2008)
- L'Oranais (2014)

## Doppiatori italiani
- Marco Vivio in Somiglianza letale

## Riconoscimenti
- Premio César
  - 2005 – Miglior cortometraggio per Cousines
  - 2009 – Candidatura alla migliore opera prima per Mascarades
- Premio Lumière
  - 2015 – Candidatura al miglior film francofono per L'Oranais